# Friedrich Hensel (Hauptmann)

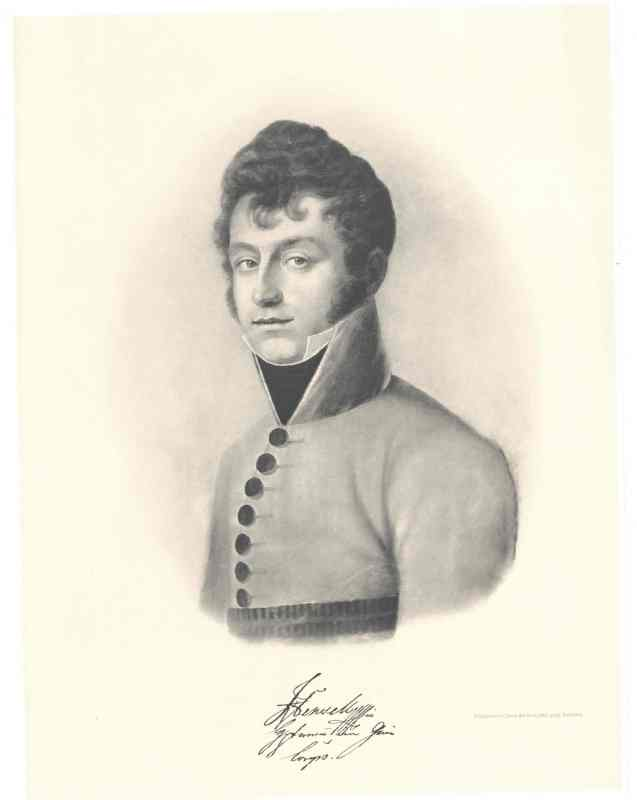
Friedrich Hensel

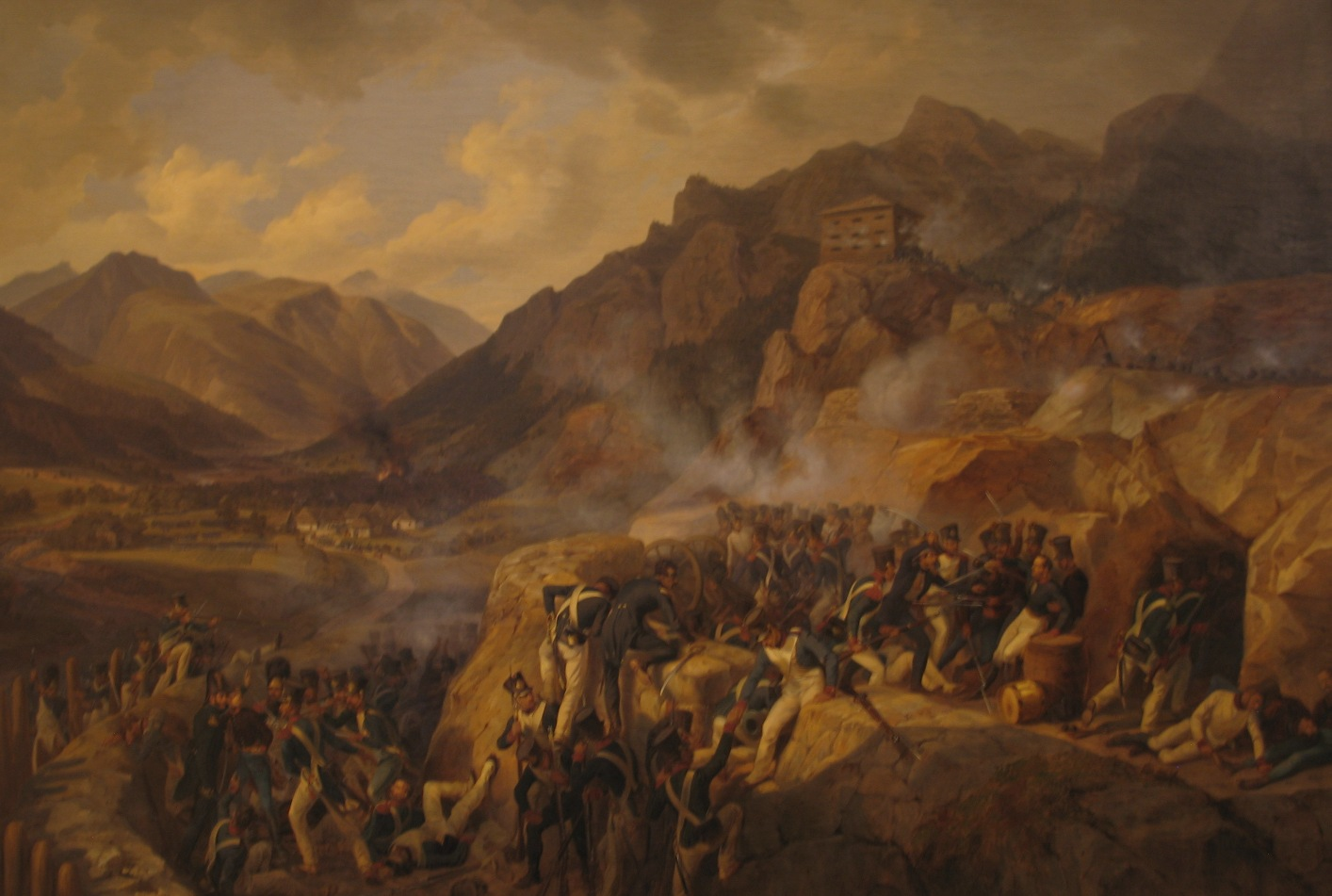
Albrecht Adam: Die Verteidigung des Blockhauses von Malborgeth (1843)
(Heeresgeschichtliches Museum Wien)

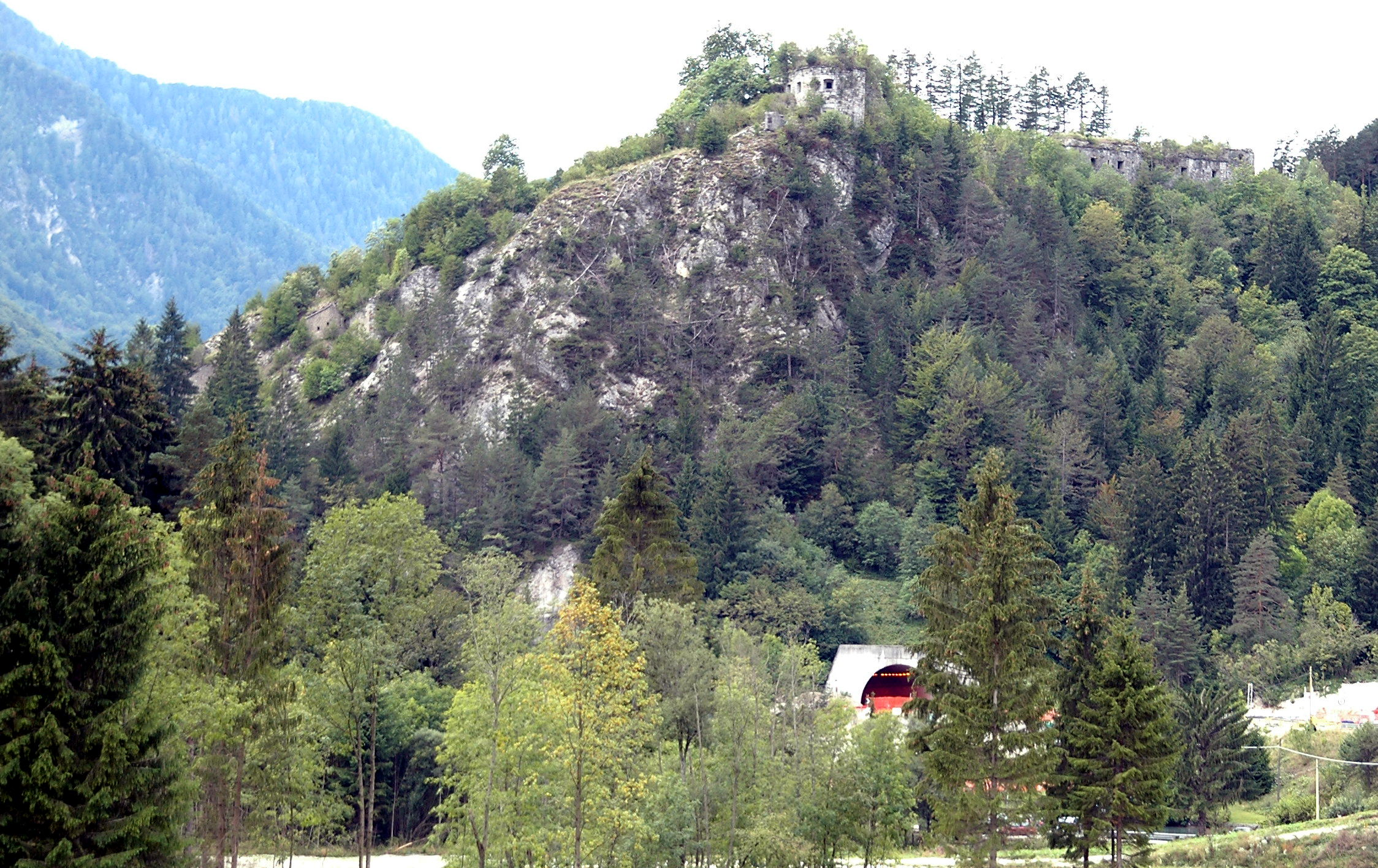
Ruinen von Fort Hensel

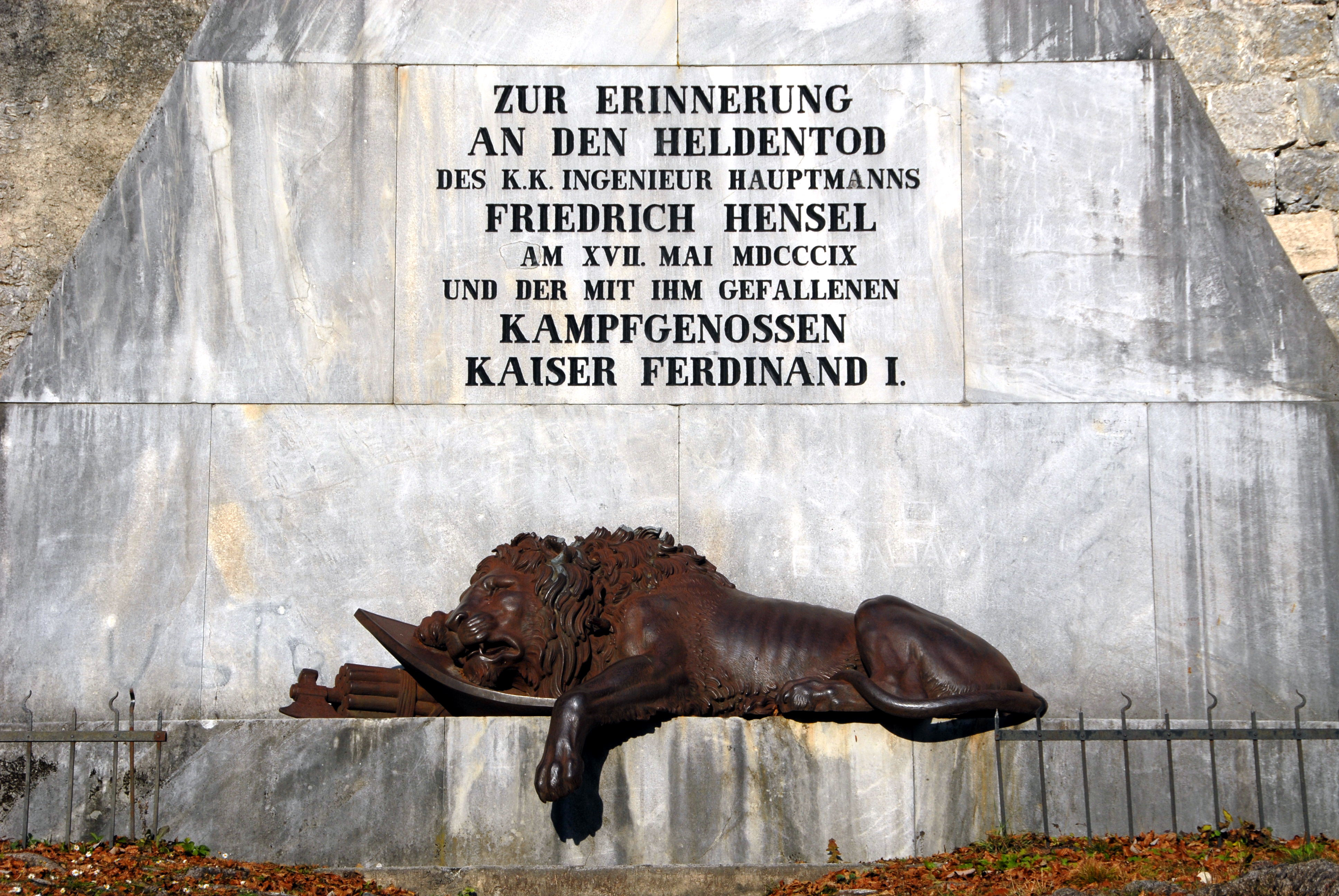
Denkmal für Hauptmann Friedrich Hensel in Malborghet / Malborghetto

Friedrich Hensel (* 13. August 1781 in Kronstadt; † 17. Mai 1809 in Malborgeth) war Ingenieur-Hauptmann in der österreichischen k.k. Armee und Erbauer und Kommandant des Forts Malborgeth, das er 1809 heldenhaft gegen die Napoleonische Armee verteidigte.

## Leben
Erzherzog Johann von Österreich als Generaldirektor des Genie- und Fortificationswesens (heute etwa: Pionier- und Festungsbautruppe) erteilte Mitte 1808 den Auftrag zum Bau einer Befestigungsanlage in Malborgeth (Kanaltal) und ernannte den 27-jährigen Ingenieur-Hauptmann Friedrich Hensel zum Bauleiter. Das Kanaltal und der Predil-Pass waren die Schlüsselbereiche an der Südgrenze der k.k. Monarchie, zu deren Sicherung gegen die französische Armee Erzherzog Johann am Isonzo aufmarschierte.
Im Winter 1808/1809 mussten die Bauarbeiten unterbrochen werden; sie wurden erst Ende April 1809 wieder aufgenommen, als die Niederlage in der Schlacht bei Eggmühl die strategische Lage der Donaumonarchie schlagartig verändert hatte und damit ein Rückzug der Südarmee nach Innerösterreich sofort notwendig wurde. Die Befestigungsanlage in Malborgeth bekam damit über Nacht eine enorme Bedeutung für die Sicherung des Rückzugs und für eine Behinderung des Nachrückens der napoleonischen Armee.
Hensel, der seit 11. Mai 1809 wieder in Malborgeth war, baute die Anlage notdürftig weiter und erbat sich von Erzherzog Johann persönlich das Kommando für die Verteidigung. Die französischen Truppen unter Vizekönig Eugène de Beauharnais versuchten von 14. bis 17. Mai 1809 mit 15.000 Mann vergeblich, das von 390 Österreichern mit 10 Haubitzen und einer Kanone verteidigte Fort zu erobern. Als es der französischen Armee schließlich unter enormen Opfern (allein am 17. Mai fielen 1.300 französische Soldaten) gelang, waren auf österreichischer Seite 350 Mann gefallen, darunter auch Hauptmann Hensel und vier weitere Offiziere.
Am Predil-Pass fiel am nächsten Tag Hensels Freund und Kamerad Ingenieur Hauptmann Johann Hermann von Hermannsdorf. Ihnen beiden widmete Kaiser Ferdinand I. jeweils ein Heldendenkmal (das noch heute vom italienischen Staat betreut wird), da sie mit ihrem heldenhaften Einsatz den Sieg Erzherzog Karls über Napoleon in der Schlacht bei Aspern ermöglicht hatten.

## Ehrungen
- Die ab 1866 in Malborgeth errichtete Festung wurde Fort Hensel genannt.[4]
- An der Theresianischen Militärakademie erinnert eine Gedenktafel an Hauptmann Hensel und Hauptmann von Hermannsdorf
- Hensel war Jahrgangspate des Ausmusterungsjahrgangs 1970 an der Theresianischen Militärakademie[5]
- Im Jahr 1911 wurde in Wien-Favoriten (10. Bezirk) die Malborghetgasse zur Erinnerung an das Gefecht benannt.
- Die Hensel-Kaserne des Bundesheeres in Villach ist nach ihm benannt.